# Comuna de Goleszów
Goleszów (polaco: Gmina Goleszów) é uma gminy (comuna) na Polónia, na voivodia de Santa Cruz e no condado de Cieszyński. A sede do condado é a cidade de Goleszów.
De acordo com os censos de 2004, a comuna tem 12 033 habitantes, com uma densidade 182,6 hab/km².

## Área
Estende-se por uma área de 65,89 km², incluindo:
- área agrícola: 72%
- área florestal: 18%

## Demografia
Dados de 30 de Junho 2004:
|                      | Total   | Total | Mulheres | Mulheres | Homens  | Homens |
| -------------------- | ------- | ----- | -------- | -------- | ------- | ------ |
|                      | pessoas | %     | pessoas  | %        | pessoas | %      |
| População            | 12 033  | 100   | 6269     | 52,1     | 5764    | 47,9   |
| Densidade (pop./km²) | 182,6   | 100   | 95,1     | 95,1     | 87,5    | 87,5   |

De acordo com dados de 2002, o rendimento médio per capita ascendia a 1104,79 zł.

## Comunas vizinhas
- Cieszyn, Dębowiec, Skoczów, Ustroń.